# Forty-Fours
Forty-Fours (Motuhara) sono un gruppo di isole facenti parte delle Isole Chatham. Rappresentano la parte più orientale dell'arcipelago e, di conseguenza, della Nuova Zelanda.
Sono curiosamente un punto della terra ferma particolarmente vicino agli antipodi geografici dell'Italia; ad esempio, dista dal centro di Roma più di 19 290 chilometri.